# Thank Your Lucky Stars
Thank Your Lucky Stars ist ein US-amerikanischer Musikfilm von 1943, bei dem David Butler Regie führte. Die Gehälter der auftretenden Stars kamen der Hollywood Canteen zugute.

## Handlung
Die Produzenten Farnsworth und Dr. Schlenna möchten Dinah Shore, eine Sängerin der Eddie Cantor Radioshow, für eine Benefiz-Gala gewinnen. Um dies zu erreichen, müssen sie jedoch erst einmal bei Cantor vorstellig werden, wo Shore unter Vertrag steht. Das gestaltet sich schwieriger als erwartet. Dem talentierten dramatischen Schauspieler Joe Simpson gelingt es nicht, eine Rolle zu bekommen, da er Eddie Cantor fatal ähnelt und die Menschen beginnen zu lachen, sobald sie ihn sehen. Simpson behilft sich damit, dass er Touristen zu den Häusern berühmter Stars führt. Während Joe noch mit einem Touristen beschäftigt ist, bekommt er mit, wie Pat Dixon, die Liedtexte schreibt, ihr Geld von Barney Jackson, der Lieder von ihr an den Mann bringen wollte, verlangt. Als dieser in einem Taxi flüchtet und Pat ihm folgen will, springt sie auf Joes Bus auf und erkennt ihren Irrtum zu spät. Hierdurch macht sie die Bekanntschaft von Spike Jones und den City Slickers sowie des Sängers Tommy Randolph. Auch Tommy ist ein Opfer Jackson, der ihm weisgemacht hat, dass er in der Cantor-Show auftreten werde. Schon am nächsten Tag will er sich dort vorstellen und trifft auf die Produzenten Farnsworth und Schlenna, die verbissen versuchen, Dinah Shore für sich zu gewinnen. Randolph wird jedoch von Cantor vor die Tür gesetzt. Farnsworth und Schlenna gehen auf Cantors Verlangen ein, ihn als Vorsitzenden des Ausschusses für ihr Vorhaben einzusetzen. Als Gegenleistung überlässt er ihnen Dinah Shore für ihre Gala. Trotz seines Versprechens, sich nicht in den Ablauf der Show einzumischen, nimmt er Veränderungen vor, die nicht im Sinne von Farnsworth und Schlenna sind. Nach einigen weiteren Zwischenfällen schlägt Pat vor, dass Joe Simpson sich als Eddie Cantor ausgeben soll. Mit Hilfe der Gower Gulch Bande entführt man zu Farnsworth und Schlennas Freude Eddie Cantor und schiebt seiner Einmischung erst einmal einen Riegel vor. Joe, der sich einverstanden erklärt hat Cantors Rolle zu übernehmen, stellt nur die Bedingung, das Tommy Randolph in der Show auftreten darf. Dieser macht seine Sache so gut, dass ihm der Filmmogul Jack Warner einen Vertrag anbietet. Zwar kommt es vor dem Ende der Show noch einmal zu einem Zwischenfall, als der echte Eddie Cantor in Polizeibegleitung anrückt und Simpson beschuldigt, seinen Platz eingenommen zu haben. Letztendlich überzeugen die Anwesenden die Polizisten jedoch davon, dass Eddie Cantor nicht Eddie Cantor sei und sie rücken mit dem wild protestierenden Mann wieder ab. Dem großen Finale mit vielen berühmten Stars steht nun nichts mehr im Wege.

## Produktion und Hintergrund
Die Filmaufnahmen starteten am 14. Oktober 1942 und endeten Anfang Januar 1943. Produktionsfirma war die Warner Bros. Pictures Inc. Der Film hatte am 25. September 1943 Premiere in den USA und lief am 1. Oktober 1943 in New York an.
Sowohl der Produzent Mark Hellinger als auch der Regisseur David Butler haben kurze Auftritte in dem Film. Paul Henreid, der ursprünglich im Film auftreten sollte, wurde von George Tobias ersetzt, da Henreid Schwierigkeiten hatte den Jitterbug zu erlernen. Jack Carson und Alan Hale führten eine Vaudeville-Nummer auf, Olivia de Havilland, George Tobias und Ida Lupino hatten einen äußerst schwungvollen Tanz zu bewältigen. Spike Jones und seine City Slickers sowie Dinah Shore gaben ihr Debüt in diesem Film. Ann Sheridan trägt den Song Love Isn't Born, It's Made vor, Alexis Smith tanzt, Willie Best und Hattie McDonald singen und tanzen und Humphrey Bogart parodiert sein Gangster-Image. Bert Gordon, auch bekannt als „The Mad Russian“, der im Film einen Lobotomie-Patienten spielt, trat regelmäßig zwischen 1935 und 1949 in Eddie Cantors Radioprogramm auf.
Im Zweiten Weltkrieg unterstützte Hollywood die Kriegsanstrengungen auf unterschiedliche Weise. Einige Stars schlossen sich den Streitkräften an, andere traten der U.S.O. bei, um die Truppen auf der ganzen Welt zu unterhalten. Diejenigen, die zu Hause geblieben waren, halfen im Hollywood Canteen, in dem einsame Soldaten verkehrten, indem sie den Männern beste Unterhaltung, Tanz und die Möglichkeit, mit einem Filmstar eine Mahlzeit zu genießen, boten. Hier entstanden dann auch neben Thank Your Lucky Stars Filme wie Thousands Cheer (1943, MGM) und Hollywood Canteen (1944, Warner Bros.). Bevor die Öffentlichkeit die Filme zu sehen bekam, wurden sie zuerst den Truppenangehörigen gezeigt. Thank Your Lucky Stars diente nicht nur als moralische Unterstützung für die Truppen, auch die Gehälter der Stars von jeweils 50.000 $ gingen an die Hollywood Canteen.

## Musik im Film
- Thank Your Lucky Stars, Musik Arthur Schwartz, Text Frank Loesser, vorgetragen von Dinah Shore
- Blues in the Night, Musik Harold Arlen, Text Johnny Mercer, vorgetragen von John Garfield
- Now’s the Time to Fall in Love, Musik Al Sherman, Text Al Lewis, vorgetragen von Eddie Cantor
- Wintermärchen (Hearts and Flowers), Musik Alphons Czibulka, gespielt während Joes Busfahrt
- Hotcha Cornia (Black Eyes), Musik basierend auf einem russischen Volkssong, arrangiert von Del Porter und Spike Jones, vorgetragen von Spike Jones and His City Slickers
- Ochi Tchornya (Dark Eyes), traditioneller russischer Volkssong
- Song of the Volga Boatman, traditionelles Lied, Musik wie bei Hotcha Cornia
- Give My Regards to Broadway, Musik George M. Cohan, kurz angespielt, während Pat für James Cagney tanzt
- I’m Riding for a Fall, Musik Arthur Schwartz, Text Frank Loesser, vorgetragen von Dennis Morgan, Joan Leslie und Spike Jones and His City Slickers
- We’re Staying Home Tonight, Musik Arthur Schwartz, Text Frank Loesser, vorgetragen von Eddie Cantor
- London Bridge Is Falling Down, traditioneller Kindersong, gesummt von Eddie Cantor
- Way Up North, Musik Arthur Schwartz, Text Frank Loesser, vorgetragen von Jack Carson und Alan Hale
- Old Folks at Home (Swanee River), Musik Stephen Foster, gespielt in der Way Up North-Nummer
- Jingle Bells, Musik James Pierpont, gespielt in der Way Up North-Nummer
- Love Isn’t Born (It’s Made), Musik Arthur Schwartz, Text Frank Loesser, vorgetragen von Ann Sheridan und einem Mädchenchor
- Embraceable You, Musik George Gershwin, gespielt während Joe, Pat und Tommy im Restaurant sind
- No You, No Me, Musik Arthur Schwartz, Text Frank Loesser, vorgetragen von Dennis Morgan und Joan Leslie
- Who’s Afraid of the Big Bad Wolf?, Musik Frank Churchill, verschiedene Variationen, während Bogart das Theater verlässt
- The Dreamer, Musik Arthur Schwartz, Text Frank Loesser, gesungen von Dinah Shore, vorgetragen als eine Jive-Parodie von Ida Lupino, Olivia de Havilland und George Tobias
- Jeanie with the Light Brown Hair, geschrieben von Stephen Foster, vorgetragen von Ida Lupino, Olivia de Havilland und George Tobias
- Ice Cold Katy, Musik Arthur Schwartz, Text Frank Loesser, vorgetragen von Hattie McDaniel, Willie Best, Rita Christiani, Jess Lee Brooks und anderen
- Wedding March (von A Midsummer Night’s Dream) geschrieben von Felix Mendelssohn Bartholdy (gespielt in der Ice Cold Katy-Nummer)
- How Sweet Yo Are, Musik Arthur Schwartz, Text Frank Loesser, vorgetragen von Dinah Shore und Chor
- That’s What You Jolly Well Get, Musik Arthur Schwartz, Text Frank Loesser, vorgetragen von Errol Flynn und Leuten im Pub
- They’re Either Too Young or Too Old, Musik Arthur Schwartz, Text Frank Loesser, vorgetragen von Bette Davis
- Good Night, Good Neighbor, Musik Arthur Schwartz, Text Frank Loesser, gesungen von Dennis Morgan und einem Mädchenchor, getanzt von Alexis Smith, Igor Dega und Arnold Kent

## Kritik
Varietys Reaktion war zwiespältig, man sprach von teils zweifelhaftem Unterhaltungswert und davon, dass der Film vor allem während der schlaffen Momente von den Banjo-eyed Komikern getragen werde.
Bosley Crowther von der New York Times war der Meinung, dass die Fans von Eddie Cantor schon ziemlich gefordert seien, wenn sie ihm nach ‚Thank Your Lucky Stars‘ immer noch die Treue halten würden, da sein Auftritt im Film von unangenehmer Natur sei. Zum Glück für sich selbst spiele er aber auch die Rolle eines kleinen Touren-Führers durch Hollywood, der dem berühmten Star ähnele. Hervorgehoben werden die Auftritte berühmter damaliger Stars, wie beispielsweise Bette Davis, die den oscarnominierten Song They're Either Too Young or Too Old präsentiert. Kritisiert wird auch die Länge des Films mit über zwei Stunden.
Dennis Schwartz sprach von vulgärer Unterhaltung, in der es zumindest ein paar Lacher innerhalb der Handlung gebe. Als Fan von Eddie Cantor, bekomme man die volle Dosis, was für diejenigen, die nicht so auf ihn stehen würden, nicht gut sei. Erträglich sei der Film dadurch, dass er zumindest schwungvoll sei, harmlosen Spaß und viel fürs Auge biete.

## Auszeichnungen
Arthur Schwartz und Frank Loessers Lied They’re Either Too Young or Too Old wurde in der Kategorie „Bester Song“ für einen Oscar nominiert, musste sich jedoch Harry Warrens und Mack Gordons Lied You’ll Never Know aus dem Film Hello Frisco, Hello geschlagen geben.